# Assassinato de Catherine Cesnik
Catherine "Cathy" Anne Cesnik, SSND, (Pittsburgh, 17 de novembro de 1942 – Baltimore, 7 de novembro de 1969) foi uma religiosa católica estadunidense e professora na Escola Secundária Arcebispo Keough em Baltimore. Em 7 de novembro de 1969, Cesnik desapareceu. Seu corpo foi descoberto em 3 de janeiro de 1970, perto de um depósito de lixo no subúrbio de Lansdowne, em Baltimore. Seu assassinato não resolvido serviu de base para a série de documentários da Netflix, The Keepers, em 2017.

## Biografia
Catherine Anne Cesnik nasceu em 17 de novembro de 1942, no bairro de Lawrenceville, em Pittsburgh, Pensilvânia. Ela era a filha mais velha de Joseph e Anna Omulac Cesnik. Seus avós paternos, John (Jan) e Johanna Tomec Česnik, eram eslovenos que emigraram da Iugoslávia, enquanto seu avô materno, Joseph Omulac, veio da Iugoslávia e sua avó materna, Martha Hudok, veio da Áustria. Ela tinha três irmãos.
Catherine frequentou a St. Mary's School na 57th Street e a St. Augustine High School, ambas em Lawrenceville. Ela foi a oradora da turma na formatura de sua turma do ensino médio em 1960, depois de ser a Rainha de Maio e presidente da turma do último ano e do conselho estudantil.
Aos 18 anos de idade, ela se juntou às Irmãs Escolares de Notre Dame, uma ordem religiosa cujas freiras ensinam em escolas primárias.

## Desaparecimento e morte
No outono de 1969, Cesnik estava ensinando teatro e inglês na Archbishop Keough High School em Baltimore, Maryland, uma escola católica particular para meninas inaugurada em 1965. Em 7 de novembro de 1969, ela deixou o apartamento que dividia com Helen Russell Phillips no Carriage House Apartments, em 131 North Bend Road em Catonsville, a caminho do Edmondson Village Shopping Center para comprar um presente para o noivado de sua irmã na joalheria Hecht. Ela descontou um contracheque no First National Bankem em Catonsville naquela noite. Ela pode ter feito uma compra na Muhly's Bakery, em Edmondson Village, já que uma caixa de pães daquela padaria foi encontrada no banco da frente de seu carro. Às 4h40 da madrugada seguinte, os amigos de Russell, Peter McKeon e Gerard J. Koob, ambos padres católicos, encontraram o carro de Cesnik, enlameado, e estacionado ilegalmente em frente ao seu complexo de apartamentos. Moradores do complexo de apartamentos notaram Cesnik em seu carro aproximadamente às 19h30 daquela noite, e outros avistaram seu carro estacionado ilegalmente do outro lado da rua cerca de duas horas depois.
Imediatamente após o desaparecimento de Cesnik, a polícia procurou seu corpo na área, sem sucesso. Em 3 de janeiro de 1970, seu corpo foi encontrado por um caçador e seu filho em um aterro informal localizado no bloco 2100 da Monumental Road, numa área remota de Lansdowne. A causa da morte foi determinada como traumatismo craniano por força contundente.

## Fundo
Teresa Lancaster e Jean Wehner (nascida Hargadon), ex-alunas de Keough, dizem que foram abusadas sexualmente pelo capelão de Keough, o padre católico Joseph Maskell. As primeiras alegações públicas de que Maskell estava ligado ao assassinato foram feitas em 1994. Em 1995, eles entraram com uma ação judicial contra Maskell, a escola, o ginecologista Christian Richter, as Irmãs Escolares de Notre Dame, a Arquidiocese de Baltimore e o cardeal William Henry Keeler. O tribunal de primeira instância julgou a ação prescrita pelo prazo de prescrição. Os demandantes apelaram. Um mandado de certiorari foi concedido pela Corte de Apelações de Maryland, que manteve a decisão do tribunal de primeira instância, decidindo em parte, "...que o processo mental de repressão de memórias de abuso sexual passado não ativa a regra de descoberta. Os processos dos demandantes são, portanto, prescritos pelo prazo de prescrição."
Wehner disse que Cesnik uma vez foi até ela e perguntou: "Os padres estão machucando você?" Ambas as mulheres disseram que ela foi o único membro da equipe da escola que ajudou a elas e a outras meninas abusadas por Maskell e seus compatriotas, e acreditam que ela foi assassinada antes de discutir o assunto com a arquidiocese de Baltimore. O Baltimore Sun informou no final de 2016 que desde 2011 a arquidiocese pagou indenizações às alegadas vítimas de Maskell.
Wehner alega ainda que, dois meses antes do corpo de Cesnik ser descoberto, e apenas um ou dois dias depois do desaparecimento de Cesnik em novembro de 1969, Maskell a levou a um local arborizado perto de Fort Meade e lhe mostrou o corpo. Wehner diz que se lembra de tentar repetidamente afastar os vermes que rastejavam no rosto de Cesnik enquanto repetia freneticamente as palavras: "Ajude-me, ajude-me". O seu relato foi questionado por evidências científicas que mostravam que teria sido impossível que as larvas estivessem vivas naquela época do ano. No entanto, Spitz, que trabalhou no caso, confirmou posteriormente que havia vermes na boca e na traqueia da vítima quando encontrado. Os registos meteorológicos também revelam que as temperaturas durante a semana em questão foram suficientemente altas para a eclosão das larvas. O Huffington Post relatou que Maskell disse a Wehner: "Você vê o que acontece quando você diz coisas ruins sobre as pessoas?".
Vários dias depois, em 13 de novembro de 1969, o corpo de Joyce Malecki, uma mulher de 20 anos que se parecia com Wehner, foi descoberto por dois caçadores no mesmo local arborizado onde Maskell havia conduzido Wehner. O corpo de Cesnik não foi encontrado até 3 de janeiro de 1970, e sua descoberta por dois caçadores não foi na mesma área, mas no lixão de uma pequena propriedade comercial em Lansdowne.
Em 2016, o Departamento de Polícia do Condado de Baltimore (BCoPD) reatribuiu o caso, gerando novas entrevistas e investigações adicionais sobre o suposto abuso sexual em Keough. Depois de obter permissão do gabinete do procurador do estado, o BCoPD exumou o corpo de Maskell, que morreu de um acidente vascular cerebral grave em 2001, mas não encontrou uma correspondência de DNA com as evidências da cena do crime. A porta-voz da polícia Elise Armacost anunciou que esta descoberta não exclui Maskell de ser suspeito no caso.
Em 2015, o HuffPost, e em 2017, a CBS Baltimore repetiu as alegações das três mulheres de que durante o mandato de Cesnik na Escola Secundária Arcebispo Keough, dois padres da escola, Maskell e E. Neil Magnus, estavam abusando sexualmente das meninas da escola, além compartilha-las com outros abusadores.
Em 2023, a investigação de crimes semelhantes na área de Baltimore lançou uma nova luz sobre este caso. O assassinato da Irmã Cesnik contribuiu para a decisão de falência da Arquidiocese Católica de Baltimore em 2023.

## Na cultura popular
A morte de Cesnik e a controvérsia em torno foram objeto de estudos acadêmicos, incluindo o livro The Horror of Police.
A Netflix produziu uma série de documentários em sete partes sobre o caso chamada The Keepers, que estreou em 19 de maio de 2017. A série apresenta entrevistas com mulheres que foram alunas de Cesnik, algumas dizendo que foram abusadas sexualmente por Maskell e outros.
Petições que buscam sua canonização foram feitas em fóruns virtuais, mas nenhum processo foi levado adiante pela Arquidiocese de Baltimore.